# Mémoires de la Société Linnéenne de Paris
Mémoires de la Société Linnéenne de Paris (abreviado Mém. Soc. Linn. Paris) fue una revista ilustrada con descripciones botánicas que fue editada por la Sociedad Linneana de París. Se publicaron 6 volúmenes en los años 1822 a 1828, ( el volumen n.º 2 no fue publicado y los volúmenes del 3 al 6 llevaron por nombre Annales de la Société Linnéenne de Paris.